# 半岛
半岛，是一種三面环海，一面连陆地的地形，相當小的半岛稱為海岬（海角），至於像欧洲、南美洲南部、非洲南部那樣極為巨大的半島稱為大陸延伸。阿拉伯半岛被國際普遍認為是世界最大的半島，雖然印度半島面積較之更大，但由於印度半島的地形封閉性，印度半島往往被歸類為「次大陆」而非半島。

## 世界主要或著名半島

### 亞洲
- 阿拉伯半島（沙烏地阿拉伯、葉門、阿曼、阿拉伯聯合大公國、卡達、科威特）
- 中南半島（印度支那半島）（越南、柬埔寨、寮國、緬甸、泰國、馬來西亞）
- 馬來半島（馬來西亞、泰國、緬甸）
- 朝鮮半島（南韓）
  - 泰安半島（南韓）

 埃及
- 西奈半岛

 土耳其
- 安納托利亞半島

 印度
- 卡提阿瓦半岛

 中华人民共和国
- 山东半岛
- 辽东半岛
- 雷州半岛

 香港特別行政區
- 九龍半島
- 西貢半島
- 清水灣半島
- 芝麻灣半島
- 灣仔半島
- 石澳半島
- 鶴咀半島
- 分流半島
- 赤柱半島
- 白沙灣半島
- 青洲仔半島

 澳門特別行政區
- 澳門半島

 日本
- 根室半島
- 積丹半島
- 紀伊半島
- 房總半島
- 能登半島
- 知多半島
- 薩摩半島
- 大隅半島
- 伊豆半島
- 平久保半島
- 知床半島

 中華民國
- 恒春半島

 俄羅斯（亞洲部份）
- 堪察加半島
- 泰梅尔半岛
- 楚科奇半岛
- 亚马尔半岛

### 欧洲
- 巴尔干半岛（罗马尼亚、保加利亚、斯洛文尼亚、克罗地亚、波赫、蒙特内哥罗、塞尔维亚、马其顿共和国、科索沃、阿尔巴尼亚、希腊）
- 伊比利亚半岛（西班牙、葡萄牙、直布羅陀（英國海外屬地））
- 斯堪地那维亚半岛（挪威、瑞典）
- 日德兰半岛（丹麦、德國）
- 克里米亚半岛（乌克兰、俄羅斯争议）

 希腊
- 伯罗奔尼撒半岛

 賽普勒斯
- 卡帕斯半岛

 義大利
- 亚平宁半岛/意大利半島

 俄羅斯
- 科拉半岛

### 非洲
- 索馬里半島（厄利垂亞、衣索比亞、吉布地、索馬利蘭、索馬利亞、邦特蘭、西南索馬里、加勒穆杜格）

 塞内加尔
- 佛得角半島

 喀麦隆
- 巴卡西半島

### 大洋洲
- 約克角半島
- 戈夫半岛
- 艾爾半島
- 科堡半岛

### 北美洲
加拿大
- 拉布拉多半島
  - 昂加瓦半岛
- 梅尔维尔半岛
- 布西亚半岛
- 新斯科舍半岛

 美国
- 阿拉斯加半岛
- 佛羅里達半島
- 上密西根半島
- 下密西根半島
- 舊金山半島

 墨西哥
- 下加利福尼亞半島
- 尤卡坦半岛

### 南美洲
- 瓜希拉半岛（哥伦比亚、委内瑞拉）

### 南極洲
- 南極半島